# PROTON Holdings
PROTON Holdings Berhad, (PHB; Proton không chính thức) là một công ty có trụ sở tại Malaysia hoạt động trong lĩnh vực thiết kế, sản xuất, phân phối và bán hàng ô tô. Proton được thành lập vào năm 1983 với tư cách là công ty ô tô quốc gia duy nhất cho đến khi Perodua ra đời vào năm 1993. Công ty có trụ sở chính tại Shah Alam, Selangor và điều hành các cơ sở bổ sung tại thành phố Proton, Perak. 'Proton' là từ viết tắt của tiếng Malaysia cho Perusahaan Otomobil Nasional (Công ty ô tô quốc gia).
Proton ban đầu là nhà sản xuất các sản phẩm Mitsubishi Motors (MMC) tái sản xuất trong những năm 1980 và 1990. Proton đã sản xuất chiếc xe được thiết kế độc đáo đầu tiên của mình (mặc dù là động cơ của Mitsubishi), xe được thiết kế không có huy hiệu vào năm 2000 và đã nâng Malaysia trở thành quốc gia thứ 11 trên thế giới với khả năng thiết kế xe hơi từ đầu. [2] Từ những năm 2000, Proton đã sản xuất một hỗn hợp các phương tiện thiết kế và huy hiệu được thiết kế tại địa phương. Xe Proton hiện đang được bán tại ít nhất 15 quốc gia, phần lớn trong số đó là ở châu Á.
Proton ban đầu thuộc sở hữu phần lớn bởi HICOM, với cổ phần thiểu số được nắm giữ bởi các thành viên của Tập đoàn Mitsubishi. Đến năm 2005, Mitsubishi đã thoái vốn tại Proton để Khazanah Nasional, và vào năm 2012, Proton đã được mua lại hoàn toàn bởi DRB-HICOM.
Proton là chủ sở hữu của Lotus Cars từ năm 1996. Vào tháng 5 năm 2017, DRB-HICOM đã công bố kế hoạch bán 49,9% cổ phần tại Proton và 51% cổ phần của Lotus cho Geely Automobile Holdings. Thỏa thuận này đã được ký kết vào tháng 6 năm 2017 và kể từ đó, Lotus đã không còn là đơn vị Proton nữa.
Vào ngày 29 tháng 9 năm 2017, DRB-HICOM đã thông báo những thay đổi đối với hội đồng quản trị của PROTON Holdings Berhad. Sau khi ký kết một Thỏa thuận dứt khoát với Zejiang Geely Holding Group Limited của Trung Quốc vào ngày 23 tháng 6 năm 2017, nhà sản xuất ô tô Trung Quốc đã mua 49,9% vốn chủ sở hữu tại Proton. Thông báo vào ngày 29 tháng 9 đã giới thiệu một ban giám đốc mới được đưa ra tại PROTON Holdings, Proton Edar (nhánh phân phối địa phương) và Perusahaan Otomobil Nasional Sdn Bhd (PONSB).
Ba ứng cử viên từ Geely Holding đã gia nhập ban; Daniel Donghui Li, Phó chủ tịch điều hành và Giám đốc tài chính của Geely Holding; Tiến sĩ Nathan Yuning, Phó chủ tịch điều hành kinh doanh quốc tế Geely Holding, và Feng Qing Feng, phó chủ tịch tập đoàn và CTO tại Geely Auto, được niêm yết tại HK. DRB-HICOM được đại diện bởi Dato 'Sri Syed Faisal Albar, chủ tịch hội đồng quản trị, và Amalanathan Thomas và Shaharul Farez Hassan. Cả hai đều là một phần của đội ngũ quản lý cấp cao tại DRB-HICOM.
Cũng có tên trong cùng ngày là Tiến sĩ Li Chunrong, người tham gia PONSB với tư cách là CEO. Tiến sĩ Li là người nước ngoài thứ ba đứng đầu Proton. Từ năm 1997 đến 1993, những năm đầu của Proton, hai ứng cử viên Nhật Bản khác nhau của các đối tác của họ sau đó, Mitsubishi Motors Corporation, đã dẫn dắt nhà sản xuất ô tô.
Proton, chủ yếu phụ thuộc vào thị trường nội địa của mình, hiện đang trải qua một quá trình chuyển đổi như là một phần của kế hoạch quay vòng dài hạn, với hy vọng trở lại lợi nhuận và lấy lại sự hiện diện quốc tế. Sự hợp tác của Proton với Geely dự kiến sẽ đưa công ty trở lại đúng hướng với việc giới thiệu mẫu SUV được chờ đợi nhiều người có tên là Boyue chào bán vào cuối năm 2018.